# Badminton-Mannschaftseuropameisterschaft 2008 (Mixed)
Bei der Badminton-Mannschaftseuropameisterschaft 2008 wurden die europäischen Mannschaftstitelträger bei den Mixed-Teams ermittelt.
Diese Europameisterschaft der gemischten Teams fand getrennt von der EM der Damen- und Herrenteams vom 12. bis 15. April 2008 in Herning, Dänemark, statt.

## Medaillengewinner
| Disziplin  | Gold     | Silber  | Bronze |
| ---------- | -------- | ------- | ------ |
| Mixed Team | Dänemark | England | Polen  |

## Gemischte Teams

### Vorrunde

#### Gruppe A
| Team       | Pts | Pld | W | L | MF | MA | MD  |
| ---------- | --- | --- | - | - | -- | -- | --- |
| Dänemark   | 3   | 3   | 3 | 0 | 14 | 1  | +13 |
| Russland   | 2   | 3   | 2 | 1 | 8  | 7  | +1  |
| Schottland | 1   | 3   | 1 | 2 | 6  | 9  | −3  |
| Estland    | 0   | 3   | 0 | 3 | 2  | 13 | −11 |

#### Gruppe B
| Team        | Pts | Pld | W | L | MF | MA | MD  |
| ----------- | --- | --- | - | - | -- | -- | --- |
| Niederlande | 3   | 3   | 3 | 0 | 13 | 2  | +11 |
| Ukraine     | 2   | 3   | 2 | 1 | 8  | 7  | +1  |
| Schweden    | 1   | 3   | 1 | 2 | 6  | 9  | −3  |
| Irland      | 0   | 3   | 0 | 3 | 3  | 12 | −9  |

#### Gruppe C
| Team       | Pts | Pld | W | L | MF | MA | MD  |
| ---------- | --- | --- | - | - | -- | -- | --- |
| England    | 3   | 3   | 3 | 0 | 13 | 2  | +11 |
| Frankreich | 2   | 3   | 2 | 1 | 9  | 6  | +3  |
| Tschechien | 1   | 3   | 1 | 2 | 6  | 9  | −3  |
| Island     | 0   | 3   | 0 | 3 | 2  | 13 | −11 |

#### Gruppe D
| Team        | Pts | Pld | W | L | MF | MA | MD |
| ----------- | --- | --- | - | - | -- | -- | -- |
| Polen       | 3   | 3   | 3 | 0 | 9  | 6  | +3 |
| Deutschland | 2   | 3   | 2 | 1 | 12 | 3  | +9 |
| Bulgarien   | 1   | 3   | 1 | 2 | 6  | 9  | −3 |
| Finnland    | 0   | 3   | 0 | 3 | 3  | 12 | −9 |

### Endrunde
|  | Halbfinale          | Halbfinale |             |   | Finale | Finale |
|  |                     |            |             |   |        |        |
|  | Dänemark            | 3          |             |   |        |        |
|  | Niederlande         | 0          |             |   |        |        |
|  |                     |            |             |   |        |        |
|  |                     |            |             |   |        |        |
|  | Dänemark            | 3          |             |   |        |        |
|  |                     | England    | 0           |   |        |        |
|  |                     |            |             |   |        |        |
|  | Spiel um Platz drei |            |             |   |        |        |
|  |                     |            | Niederlande | 1 |        |        |
|  | Polen               | 0          | Polen       | 3 |        |        |
|  | England             | 3          |             |   |        |        |

### Halbfinale
| 14. April 2008 | Polen | 0 – 3 | England |  |

| Adam Cwalina/Małgorzata Kurdelska         | Adam Cwalina/Małgorzata Kurdelska         |  | Anthony Clark/Donna Kellogg | 0 – 1 (11-21, 14-21)        |
| Hubert Pączek                             | Hubert Pączek                             |  | Andrew Smith                | 0 – 1 (21-17, 10-21, 14-21) |
| Anna Narel                                | Anna Narel                                |  | Elizabeth Cann              | 0 – 1 (18-21, 8-21)         |
| Michał Łogosz/Wojciech Szkudlarczyk       | Michał Łogosz/Wojciech Szkudlarczyk       |  | Anthony Clark/David Lindley |                             |
| Małgorzata Kurdelska/Agnieszka Wojtkowska | Małgorzata Kurdelska/Agnieszka Wojtkowska |  | Gail Emms/Donna Kellogg     |                             |

| 14. April 2008 | Dänemark | 3 – 0 | Niederlande |  |

| Carsten Mogensen/Helle Nielsen             | Carsten Mogensen/Helle Nielsen             |  | Ruud Bosch/Paulien van Dooremalen        | 1 – 0 (21-16, 21-16) |
| Tine Rasmussen                             | Tine Rasmussen                             |  | Rachel van Cutsen                        | 1 – 0 (21-11, 21-16) |
| Kenneth Jonassen                           | Kenneth Jonassen                           |  | Eric Pang                                | 1 – 0 (21-19, 21-18) |
| Jens Eriksen/Martin Lundgaard Hansen       | Jens Eriksen/Martin Lundgaard Hansen       |  | Jorrit de Ruiter/Jürgen Wouters          |                      |
| Kamilla Rytter Juhl/Lena Frier Kristiansen | Kamilla Rytter Juhl/Lena Frier Kristiansen |  | Paulien van Dooremalen/Rachel van Cutsen |                      |

### Spiel um Bronze
|  | Polen | 3 – 1 | Niederlande |  |

| Przemysław Wacha                    | Przemysław Wacha                    |  | Dicky Palyama                            | 1 – 0 (21-19, 17-21, 21-15) |
| Michał Łogosz/Nadieżda Kostiuczyk   | Michał Łogosz/Nadieżda Kostiuczyk   |  | Jorrit de Ruiter/Ilse Vaessen            | 1 – 0 (21-9, 21-16)         |
| Anna Narel                          | Anna Narel                          |  | Judith Meulendijks                       | 0 – 1 (11-21, 7-21)         |
| Michał Łogosz/Przemysław Wacha      | Michał Łogosz/Przemysław Wacha      |  | Ruud Bosch/Koen Ridder                   | 1 – 0 (21-11, 18-21, 21-17) |
| Kamila Augustyn/Nadieżda Kostiuczyk | Kamila Augustyn/Nadieżda Kostiuczyk |  | Paulien van Dooremalen/Rachel van Cutsen |                             |